# Matour
Matour é uma comuna francesa na região administrativa de Borgonha-Franco-Condado, no departamento Saône-et-Loire. Estende-se por uma área de 27,86 km². Em 2010 a comuna tinha 1 145 habitantes (densidade: 41,1 hab./km²).